# Дискографија Ника Џонаса
Дискографија Ника Џонаса, америчког певача, комплетан је списак његових издатих синглова, албума, видеа и ЕПова које је издао за више издавачких кућа. У својој досадашњој каријери издао је три студијска албума, један компилацијски албум, један ЕП, двадесет-два сингла (укључујући и четири као госујући извођач на седам промотивних синглова) и седамнаест видео спотова.
Септембра 2005. године, Џонас издаје свој први дебитански студијски албум насловивши га под својим правим именом Николас Џонас. Након што је био члан бендова Jonas Brothers и Nick Jonas & the Administration, Џонас је 2012. године одлучио да заплови у соло воде. Те 2012. године, 8. маја, издаје свој први и до сада једини ЕП, под именом Songs from How to Succeed in Business Without Really Trying, садржан од песама које је изводио за Бродвејски мјузикл How to Succeed in Business Without Really Trying.
Ник Џонас 24. јула 2014. године издаје Chains као промотивни сингл са свог другог студијског албума. Први сингл са тог албума је био Jealous који је издат 7. септембра 2014. године. Песма је у Сједињеним Државама била позиционирана као број седам на Билбордовој хот 100 топ-листи тако поставши Џонасов највише позиционирани сингл у Сједињеним Државама до тог датума, касније сингл бива сертификован троструким платинастим издањем. Сингл Jealous је такође завршио и на позицији број два на британској топ-листи Ју-кеј синглс чарт. Џонасов други студијски албим, насловљен по Џонасовом уметничком имену Ник Џонас, бива издат 10. новембра 2014. године, дебитујући на позицији број шест на Билбордовој 200 топ-листи на којој ће остати чак 46 недеља. Прерађени сингл Chains бива реиздат, 21. јануара 2015. године, на поп радио станицама широм Сједињених Држава, касније бива позициониран као број тринаест и добија двоструку платинумску сертификацију тако поставши други највећи хит у земљи. До августа те 2015. године, Ник Џонас је продао укупно 388.000 албума широм Сједињених Држава као соло извођач.
Сингл Levels, Џонас издаје 21. августа 2015. године, намерно га постављајући кад водећи сингл за свој трећи студијски албум; било како било, песма је била постављена као реиздање за свој компилацијски албум назван Ник Џонас X2 20. новембра исте године, заједно са новом песмом названом Area Code и дуетском песмом са групом Sage the Gemini, названу "Good Thing". Сингл Levels се позиционирао на месту број четрдесет-четири на топ-листи Билборд хот 100 за коју је добио златну сертификацију од Америчког удружења дискографских кућа.
Дана 25. марта 2016. године, Џонас издаје главни сингл са свог трећег студијског албума, Close, у колаборацији са певачицом Тоув Ло. Сингл је постављен на позицији број четрнаест на топ-листи Билборд хот 100, поставши тако трећи од укупно петнаест, за који је такође освојио платинумски сертификат. 10. јуна 2016. године, Џонас издаје свој трећи студијски албум под називом Last Year Was Complicated. Албум је дебитовао као број два на топ-листи Билборд 200. 12. јула исте године, Џонас објављује сингл под називом Bacon, у колаборацији са репером Ty Dolla $ign, као други сингл са албума.

## Албуми

### Студијски албуми
| Николас Џонас                                                                               | - Датум издавања: 5. септембар 2005. година - Формат: CD, дигитални даунлоуд - Издавачка кућа: INO, Дејлајт, Коламбија | — | —  | —  | —  | —  | —  | —  | —  | —  |                |
| Ник Џонас                                                                                   | - Датум издавања: 10. новембар 2014. година - Формат: CD, дигитални даунлоуд - Издавачка кућа: Aјленд                  | 6 | 40 | 13 | —  | 57 | —  | 35 | —  | 16 | - САД: 388.000 |
| Last Year Was Complicated                                                                   | - Датум издавања: 10. јун 2016. година - Формат: CD, дигитални даунлоуд - Издавачка кућа: Ајленд, Сејфхаус             | 2 | 13 | 3  | 21 | 26 | 27 | 8  | 45 | 25 |                |
| "—" озачава издање које или није дебитовало на листи или није дебитовало на тој територији. | |   |    |    |    |    |    |    |    |    |                |

### Компилацијски албуми
| Наслов       | Детаљи |
| ------------ | --- |
| Ник Џонас X2 | - Датум издавања: 20. новембар 2015. година (Европа) - Издавачка кућа: Ајленд рекордс, Сејвхаус - Формат: дигитални даунлоуд |

## ЕПови
| Наслов                                                      | Детаљи                                                                                                   |
| ----------------------------------------------------------- | --- |
| Songs from How to Succeed in Business Without Really Trying | - Датум издавања: 8. мај 2012. година - Издавачка кућа: Бродвеј рекордс - Формат: CD, дигитални даунлоуд |

## Синглови

### Као главни извођач
| "Dear God"                                                                                                   | 2004 | —  | —  | —  | —  | —  | —  | —  | —  | —  | —  | | Николас Џонас                 |
| "Joy to the World"                                                                                           | 2004 | —  | —  | —  | —  | —  | —  | —  | —  | —  | —  | | Николас Џонас                 |
| "Chains" | 2014 | 13 | 1  | 6  | 83 | 27 | —  | —  | —  | —  | 79 | - RIAA: 2x платинумски - MC: платинумски                                                                                        | Ник Џонас                     |
| "Jealous" | 2014 | 7  | 1  | 2  | 15 | 10 | —  | 28 | 8  | 78 | 2  | - RIAA: 3× платинумски - ARIA: платинумски - BPI: платинумски - GLF: златни - IFPI ДАН: златни - MC: златни - RMNZ: платинумски | Ник Џонас                     |
| "Levels" | 2015 | 44 | 1  | 14 | 79 | 23 | —  | —  | 16 | —  | 46 | - RIAA: златни - MC: златни - RMNZ: златни                                                                                      | Ник Џонас X2                  |
| "Close" (дует са Тоув Ло)                                                                                    | 2016 | 14 | 4  | 10 | 37 | 12 | 34 | 33 | 11 | 41 | 25 | - RIAA: платинумски - BPI: сребрни - GLF: златни - IFPI ДАН: златни - RMNZ: платинумски                                         | [[Last Year Was Complicated]] |
| "Bacon" (дует са Ty Dolla Signом)                                                                            | 2016 | —  | —  | 37 | —  | —  | —  | —  | —  | —  | —  | | [[Last Year Was Complicated]] |
| "Remember I Told You" (дует са Ани Мари и Мајком Поснером)                                                   | 2017 | —  | 10 | —  | 89 | 96 | —  | —  | —  | 92 | 97 | | Није прецизирано              |
| "Find You"                                                                                                   | 2017 | —  | —  | 34 | 88 | 95 | —  | —  | —  | —  | —  | | Није прецизирано              |
| "Anywhere" (дует са Мастардом)                                                                               | 2018 | —  | —  | —  | —  | —  | —  | —  | —  | —  | —  | | Није прецизирано              |
| "Right Now" (дует са Робином Шулцом)                                                                         | 2018 | —  | —  | —  | —  | —  | —  | 99 | —  | —  | —  | | Није прецизирано              |
| "—" озачава издање које или није дебитовало на тој топ-листи или није дебитовало у/на тој држави/територији. |      |    |    |    |    |    |    |    |    |    |    | |                               |

### Као гостујући извођач
| "We Are the World 25 for Haiti" (као члан групе Artists for Haiti)                                           | 2010 | 2  | —  | 18 | 1 | 7 | 9 | 1 | 8 | 5 | 50 | Није сингл са албума |
| "Haven't Met You Yet" (као члан тима Smash)                                                                  | 2012 | —  | —  | —  | — | — | — | — | — | — | —  | The Music of Smash   |
| "I Never Met a Wolf Who Didn't Love to Howl" (као члан тима Smash)                                           | 2012 | —  | —  | —  | — | — | — | — | — | — | —  | Bombshell            |
| "Good Thing" (Sage the Gemini дует са Ником Џонасом)                                                         | 2015 | 75 | 32 | —  | — | — | — | — | — | — | —  | Ник Џонас X2         |
| "—" озачава издање које или није дебитовало на тој топ-листи или није дебитовало у/на тој држави/територији. |      |    |    |    |   |   |   |   |   |   |    |                      |

### Промоциони синглови
| "Numb" (дует са Ејнџеј Хејз)                                                                                 | 2014 | —  | 45 | Ник Џонас                 |
| "Teacher" | 2014 | 13 | —  | Ник Џонас                 |
| "Wilderness"                                                                                                 | 2014 | —  | —  | Ник Џонас                 |
| "Area Code"                                                                                                  | 2015 | —  | —  | Ник Џонас X2              |
| "Champagne Problems"                                                                                         | 2016 | —  | 35 | Last Year Was Complicated |
| "Chainsaw"                                                                                                   | 2016 | —  | 45 | Last Year Was Complicated |
| "Home" | 2017 | —  | —  | Фердинанд                 |
| "—" озачава издање које или није дебитовало на тој топ-листи или није дебитовало у/на тој држави/територији. |      |    |    |                           |

## Остале песме
| Наслов                                                                                      | Година | Позиције на топ-листама | Позиције на топ-листама | Позиције на топ-листама | Позиције на топ-листама | Позиције на топ-листама | Позиције на топ-листама | Позиције на топ-листама | Позиције на топ-листама | Позиције на топ-листама | Позиције на топ-листама | Албум                      |
| Наслов                                                                                      | Година | САД                     | САД поп диџитал         | AUT                     | ФРА                     | КАН                     | НЕМ                     | ИРС                     | НЗЛ                     | ШВЕ                     | УК                      | Албум                      |
| ------------------------------------------------------------------------------------------- | ------ | ----------------------- | ----------------------- | ----------------------- | ----------------------- | ----------------------- | ----------------------- | ----------------------- | ----------------------- | ----------------------- | ----------------------- | -------------------------- |
| "Introducing Me"                                                                            | 2010   | 92                      | —                       | 68                      | —                       | 53                      | 73                      | 32                      | —                       | —                       | 51                      | Camp Rock 2: The Final Jam |
| "Under You"                                                                                 | 2016   | —                       | 49                      | —                       | —                       | —                       | —                       | —                       | —                       | —                       | —                       | Last Year Was Complicated  |
| "Bom Bidi Bom" (дует са Ники Минаж                                                          | 2017   | 54                      | 7                       | 59                      | 58                      | 69                      | 88                      | —                       | —                       | —                       | 87                      | Педесет нијанси мрачније   |
| "Say All You Want for Christmas" (дует са Шанајом Твејн)                                    | 2017   | —                       | —                       | —                       | —                       | —                       | —                       | —                       | —                       | —                       | —                       | This Is Christmas          |
| "—" озачава издање које или није дебитовало на листи или није дебитовало на тој територији. |        |                         |                         |                         |                         |                         |                         |                         |                         |                         |                         |                            |

## Гостујућа појављивања
| Наслов                                                                | Година | Други извођач(и)                                               | Албум                                                         |
| --------------------------------------------------------------------- | ------ | -------------------------------------------------------------- | ------------------------------------------------------------- |
| "Crazy Kinda Crush On You"                                            | 2005   | Нема                                                           | Darcy's Wild Life                                             |
| "Time for Me to Fly"                                                  | 2007   | Нема                                                           | Aquamarine                                                    |
| "Your Biggest Fan"                                                    | 2010   | Чајна Ен Мек Клејн                                             | Jonas L.A.                                                    |
| "Introducing Me"                                                      | 2010   | Нема                                                           | Camp Rock 2: The Final Jam                                    |
| "What We Came Here For"                                               | 2010   | Деми Ловато, Џо Џонас Алисон Стоунер, Анамарија Перез де Тагле | Camp Rock 2: The Final Jam                                    |
| "This Is Our Song"                                                    | 2010   | Деми Ловато, Џо Џонас, Алисон Стоунер                          | Camp Rock 2: The Final Jam                                    |
| "Empty Chairs at Empty Tables"                                        | 2012   | Алфи Бо                                                        | Alfie Boe                                                     |
| "Believe"                                                             | 2015   | Нема                                                           | Finding Neverland                                             |
| "King"(Уживо из Луџа са Би-Би-Сијевог радија један 2015. године)      | 2015   | Нема                                                           | Уживо из Луџа за Би-Би-Сијев радио један 2015.                |
| "Sunday Morning"                                                      | 2016   | Кевин Харт                                                     | Kevin Hart: What Now? (The Mixtape Presents Chocolate Droppa) |
| "Lush Life"(Уживо из Луџа са Би-Би-Сијевог радија један 2016. године) | 2016   | Нема                                                           | Уживо из Луџа за Би-Би-Сијев радио један 2016.                |
| "Bom Bidi Bom"                                                        | 2017   | Ники Минаж                                                     | Fifty Shades Darker                                           |
| "Home"                                                                | 2017   | Нема                                                           | Фердинанд                                                     |
| "Watch Me"                                                            | 2017   | Нема                                                           | Фердинанд                                                     |
| "Home"(филмска верзија)                                               | 2017   | Нема                                                           | Фердинанд                                                     |
| "Say All You Want for Christmas"                                      | 2017   | Шанаја Твејн                                                   | This Is Christmas                                             |

## Видеографија
| Наслов                                                                  | Година издавања | Продуцент(и)             | Референца          |
| ----------------------------------------------------------------------- | --------------- | ------------------------ | ------------------ |
| "We Are the World 25 for Haiti" (као члан групе Artists for Haiti)      | 2010            | Пол Хаџис                | [ 81 ]             |
| "Chains"                                                                | 2014            | Ник Џонас Рајан Палота   | [ 82 ]             |
| "Jealous"                                                               | 2014            | Питер Тјуни Рајан Палота | [ 83 ]             |
| "Teacher" (видео-текст)                                                 | 2014            | Пилимак продакшнс        | [ 84 ]             |
| "Chains" ("The Wynwood Walls" едиција)                                  | 2015            | Винвуд                   | [ 85 ]             |
| "Good Thing" (Sage the Gemini у дуету са Ником Џонасом)                 | 2015            | Хана Лукс Дејвис         | [ 86 ]             |
| "Levels"                                                                | 2015            | Колин Тајли              | [ 87 ]             |
| "Area Code"                                                             | 2015            | Блек кофи                | [ 88 ]             |
| "Close" (Ник Џонас у дуету са Тоув Ло)                                  | 2016            | Тим Ирем                 | [ 89 ]             |
| "Chainsaw"                                                              | 2016            | Лук Монаган              | [ 90 ]             |
| "Bacon" (Ник Џонас у дуету са Ty dolla $ign-ом)                         | 2016            | Блек кофи                | [ 91 ]             |
| "Under You"                                                             | 2016            | Марк Класфилд            | [ 92 ]             |
| "Voodoo"                                                                | 2016            | Блек кофи                | [ 93 ] [ 94 ]      |
| "Champagne Problems"                                                    | 2016            | Колин Тајли              | [ 95 ] [ 96 ]      |
| "Remember I Told You" (Ник Џонас у дуету са Ани Мари и Мајком Поснером) | 2017            | Ајзак Ренц               | [ 97 ]             |
| "Find You"                                                              | 2017            | Емил Нава                | [ 98 ]             |
| "Home"                                                                  | 2017            | Нема                     | [ 99 ]             |
| "Anywhere" (дует са Ди-џеј Мастардом)                                   | 2018            | Нема                     | [ 100 ]            |
| "Anywhere"(И-ди-си Вегас) - вертикални видео (дует са Ди-џеј Мастардом) | 2018            | Нема                     | [ тражи се извор ] |
| "Right Now" (дует са Робином Шулцом)                                    | 2018            | Нема                     | [ 101 ]            |